# Selfridges Birmingham

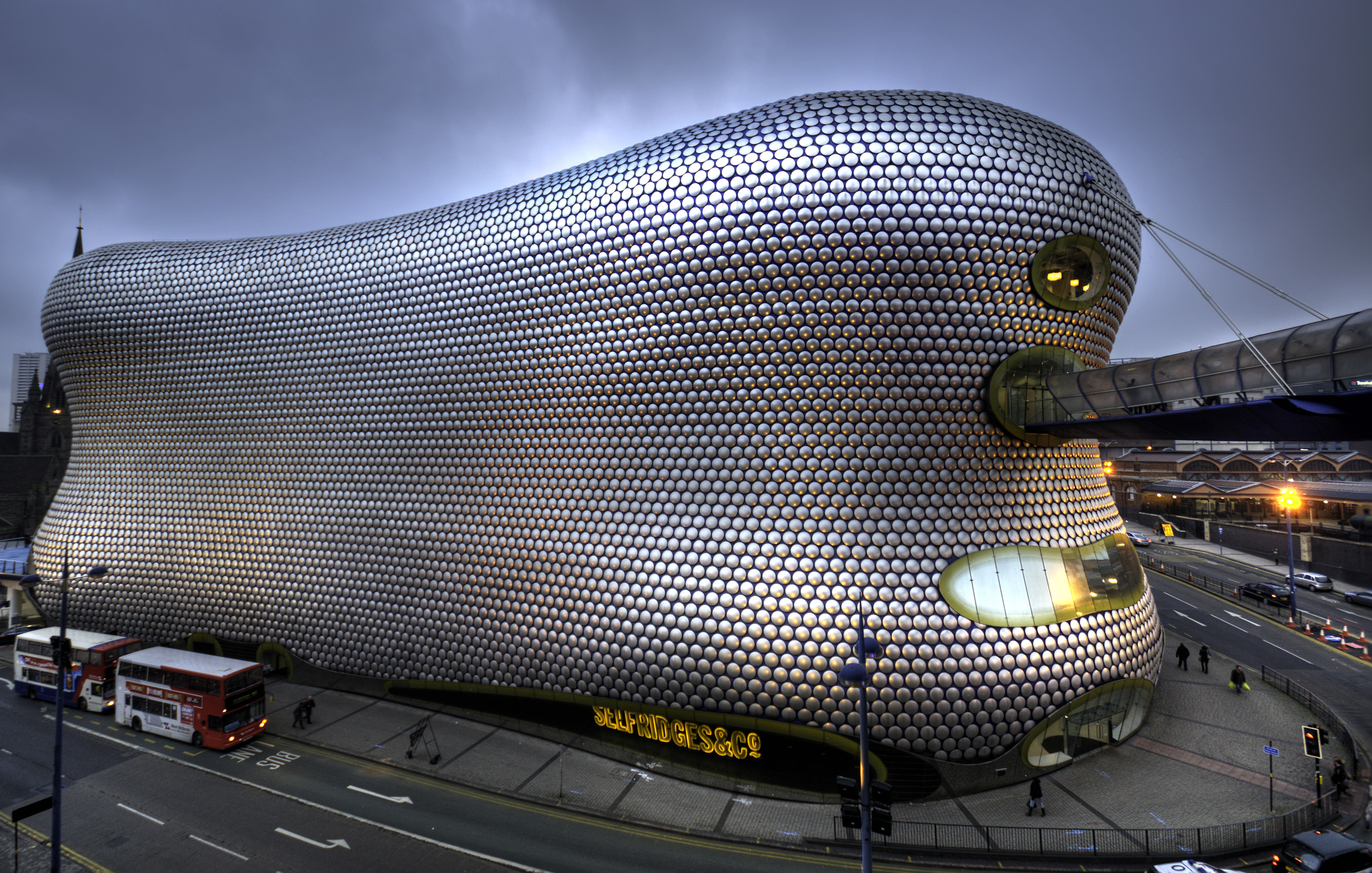

Selfridges Birmingham is een warenhuis in het Engelse Birmingham. Het warenhuis (Selfridges) werd geopend in 2003 naar plannen van architectenbureau Future Systems. Het heeft een stalen frame met een gevel van spuitbeton. Het gebouw bevindt zich aan het Bullring Shopping Centre en won verschillende prijzen. 